# Josef Gruber
Josef Gruber (2. nebo 3. listopadu 1865 Luže – 3. května 1925 Praha) byl český ekonom, profesor národohospodářství na právnické fakultě Univerzity Karlovy. V dubnu 1900 byl spolu s Františkem Drtinou a T. G. Masarykem autorem prohlášení nově založené Realistické strany. Byl ministrem sociální péče ve vládě Jana Černého.

## Život a působení
Narodil se ve východočeské Luži, absolvoval gymnázium v Litomyšli a poté roku 1890 českou právnickou fakultu v Praze. Právní praxi zahájil na pražském policejním ředitelství a v letech 1893–1907 působil v Obchodní a živnostenské komoře v Praze. Mezitím se na své alma mater roku 1901 habilitoval v oboru národního hospodářství, o šest let později byl jmenován řádným profesorem věd právních a státních na české technice, ale už roku 1909 se jako řádný profesor národního hospodářství vrátil na právnickou fakultu. V letech 1912–1913 byl i jejím děkanem.
Velmi se angažoval ve veřejné sféře. Často o ekonomických otázkách přednášel mimo univerzitu, vedl v té době jediný odborný časopis Obzor národohospodářský a hojně publikoval, kromě jiného také napsal několik hesel do Ottova slovníku naučného. Ve svých dílech zkoumal celou řadu témat obchodní, průmyslové, zemědělské a dopravní politiky, přičemž se nezaměřoval jen na obecnou teorii, ale především na ekonomickou praxi a zároveň je vždy nejdříve podrobně historicky uvedl. Spolu s profesorem Horáčkem shromáždili a vydali osmidílné spisy Albína Bráfa. Přestože byl jinak zastáncem ekonomického liberalismu, podporoval výrazné zásahy státu v sociální oblasti, což jej dovedlo až na post ministra sociální péče v úřednické vládě Jana Černého. Ve vládě prosazoval vydání zákonů o tzv. gentském systému (vyplácení podpor nezaměstnaným odborovými organizacemi) nebo o závodních výborech a vyžadoval dodržování zákona o osmihodinové pracovní době. Stál u zrodu Technického muzea království Českého a po vzniku republiky Státního úřadu statistického. Byl též předsedou České společnosti národohospodářské a až do doby svého ministerského působení i generálním jednatelem Národohospodářského ústavu České akademie věd a umění. Spoluzaložil a později byl předsedou Sociálního ústavu ČSR, který roku 1923 v Praze hostil Mezinárodní sjezd sociální politiky. Zemřel při cestě pražskou tramvají, pohřben je na vyšehradském Slavíně.